# М'янма на Чемпіонаті світу з легкої атлетики 2017
М'янма на Чемпіонаті світу з легкої атлетики 2017, що проходив з 4 по 13 серпня 2017 року в Лондоні (Велика Британія) була представлена 1 спортсменом.

## Результати

### Чоловіки
Трекові і шосейні дисципліни
| Спортсмен      | Дисципліна | Забіги    | Забіги | Півфінал        | Півфінал        | Фінал           | Фінал           |
| Спортсмен      | Дисципліна | Результат | Місце  | Результат       | Місце           | Результат       | Місце           |
| -------------- | ---------- | --------- | ------ | --------------- | --------------- | --------------- | --------------- |
| П'є Соне Маунг | 800 м      | 2:13.38   | 8      | Завершив виступ | Завершив виступ | Завершив виступ | Завершив виступ |